# Нечаева, Клавдия Андреевна
Клавдия Андреевна Нечаева (1916 — 1942) — советская военная лётчица, командир звена, участница Великой Отечественной войны.

## Биография
Родилась 9 марта 1916 года в деревне Полянки Рязанской области.
Окончила семь классов общеобразовательной школы. Член ВЛКСМ. Поступила в Измайловский аэроклуб в Москве, который успешно закончила и получила специальность инструктора по подготовке кадровых лётчиков.
В женский 586-й истребительный авиационный полк ПВО попала по приглашению Марины Расковой. Здесь она прошла курсы пилотов истребителей и была зачислена в авиационный истребительный полк. Позже звено Клавдии Нечаевой в состав 434-го иап.
Прифронтовой аэродром находился в посёлке Средняя Ахтуба. По заданию командования Клавдия Нечаева вылетала под Сталинград, где сопровождала пароходы и баржи с грузом.
Клавдия Нечаева погибла в воздушном бою, защищая своего командира от вражеской атаки. 17 сентября 1942 года группа истребителей вылетела на очередное задание. Нечаева была ведомой у командира эскадрильи. Бой прошёл успешно — было сбито 4 самолёта. Уже при посадке лишённый маневренности самолёт командира подвергся нападению двух вражеских самолётов. Нечаева приняла огонь на себя. Погибла в районе Средней Ахтубы.

## Награды
- 6 апреля  1985 года награждена орденом Отечественной войны II степени. [источник не указан 3874 дня]

## Память
- Именем лётчицы названа одна из улиц города Волжский (Волгоградская область).
- Имя Клавдии Нечаевой занесено на символическое знамя в Зале воинской славы на Мамаевом кургане (знамя 25-е, 2-й столбец, 61-я строка).
- По инициативе коллектива трубного завода города Волжский (Волгоградская область) её именем названа улица города[2] и общеобразовательная школа № 29. 17 сентября 1984 года на здании школы была торжественно открыта мемориальная доска.